# Mermessus trilobatus
Mermessus trilobatus là một loài nhện trong họ Linyphiidae.
Loài này thuộc chi Mermessus. Mermessus trilobatus được James Henry Emerton miêu tả năm 1882.